# Nata, Bocvana
Nata je vas v Osrednjem okrožju Bocvane. Je na severu okrožja, približno 200 km od mesta Francistown, vas pa oskrbuje letališče Nata. Po popisu prebivalstva leta 2022 je imela 7713 prebivalcev, stopnja rasti pa je bila 1,3 %, v primerjavi s 6714 po popisu leta 2011.
Vas Nata leži ob reki Nata, ki svoj tok v deževnem obdobju odvaja v slano kotanjo Makgadikgadi, sezonsko hiperslano jezero. 
Vas služi kot križišče poti do Mauna in Kasaneja ter zagotavlja bistvene storitve za popotnike.
Vas ima 6 okrožij, imenovanih Sekao, Maaloso, Kachikao, Manakanagore, Makwenaejang in Basimane.

## Zgodovina
Vladar Bamangwata Sekgoma II. je preživel več let izgnanstva v Nati do leta 1920.

## Gospodarstvo in infrastruktura
Nata je na križišču asfaltirane ceste A3, ki v smeri vzhod–zahod povezuje Francistown z Maunom, in ceste A33, ki vodi od Nate do Kazungule in naprej v Namibijo. Zahodno od mesta je letališče Nata, katerega koda ICAO je FBNT.
Nata ima zdravstveni center, kliniko Nata, in dve šoli, osnovno šolo Nata in višjo srednjo šolo Nata, ki sta bili odprti leta 2011.